# Lavinifia rufiventris
Lavinifia rufiventris är en stekelart som beskrevs av André Seyrig 1952. Lavinifia rufiventris ingår i släktet Lavinifia och familjen brokparasitsteklar. Inga underarter finns listade i Catalogue of Life.